# Somogyacsa
Somogyacsa is een plaats (község) en gemeente in het Hongaarse comitaat Somogy. Somogyacsa telt 229 inwoners (2001).